# Koru Tito
Koru Tito (* 30. September 1960 auf Tabiteuea; † 7. August 2022 auf South Tarawa) war ein kiribatischer römisch-katholischer Geistlicher und designierter Bischof von Tarawa und Nauru.

## Leben
Koru Tito erwarb 1979 ein Diplom im Fach Bildungswissenschaften an der University of the South Pacific. Von 1981 bis 1985 studierte er Philosophie und Katholische Theologie am Pacific Regional Seminary auf Fidschi. Tito empfing am 20. Juni 1987 das Sakrament der Priesterweihe für das Bistum Tarawa und Nauru.
Nach der Priesterweihe war Koru Tito zunächst als Pfarrer auf den Inseln Beru, Nikunau und Onotoa tätig. Von 1990 bis 1991 absolvierte er ein Studienjahr am St. Paul’s National Seminary in Kensington, Australien. In dieser Zeit war er zudem Pfarrvikar der Pfarrei St. Andrew in Clayton South. Nach der Rückkehr in seine Heimat wurde Koru Tito Pfarrer auf den Inseln Kuria, Aranuka und Abemama. 1993 wurde Tito für weiterführende Studien nach Rom entsandt, wo er an der Päpstlichen Universität Heiliger Thomas von Aquin ein Lizenziat im Fach Spirituelle Theologie erwarb und promoviert wurde. Von 2001 bis 2008 lehrte er am Pacific Regional Seminary. Anschließend war Koru Tito als Seelsorger an der Sacred Heart Cathedral in South Tarawa tätig, bevor er 2010 Generalvikar des Bistums Tarawa und Nauru wurde.
Am 29. Juni 2020 ernannte ihn Papst Franziskus zum Bischof von Tarawa und Nauru. Aufgrund der COVID-19-Pandemie in Kiribati und den damit einhergehenden Einschränkungen musste seine Bischofsweihe mehrfach verschoben werden. Tito starb schließlich im August 2022, ohne diese empfangen zu haben.
Sein Bruder ist der ehemalige Präsident von Kiribati, Teburoro Tito (* 1953).